# Glaphyra satoi
Glaphyra satoi là một loài bọ cánh cứng trong họ Cerambycidae.